# One O’Clock Gun

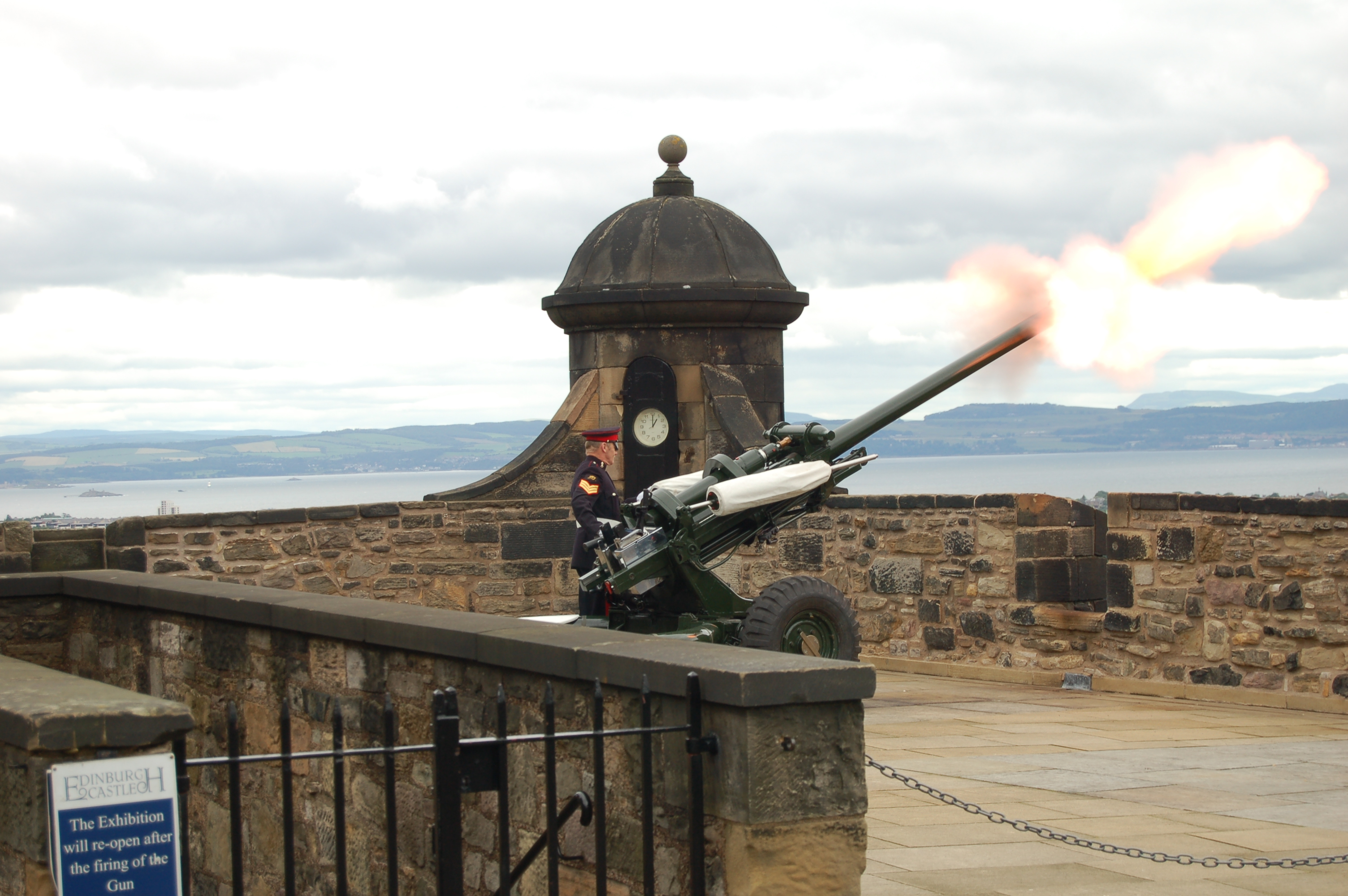
Die One O’Clock Gun, Zeitzeichen vom 25. Juni 2007

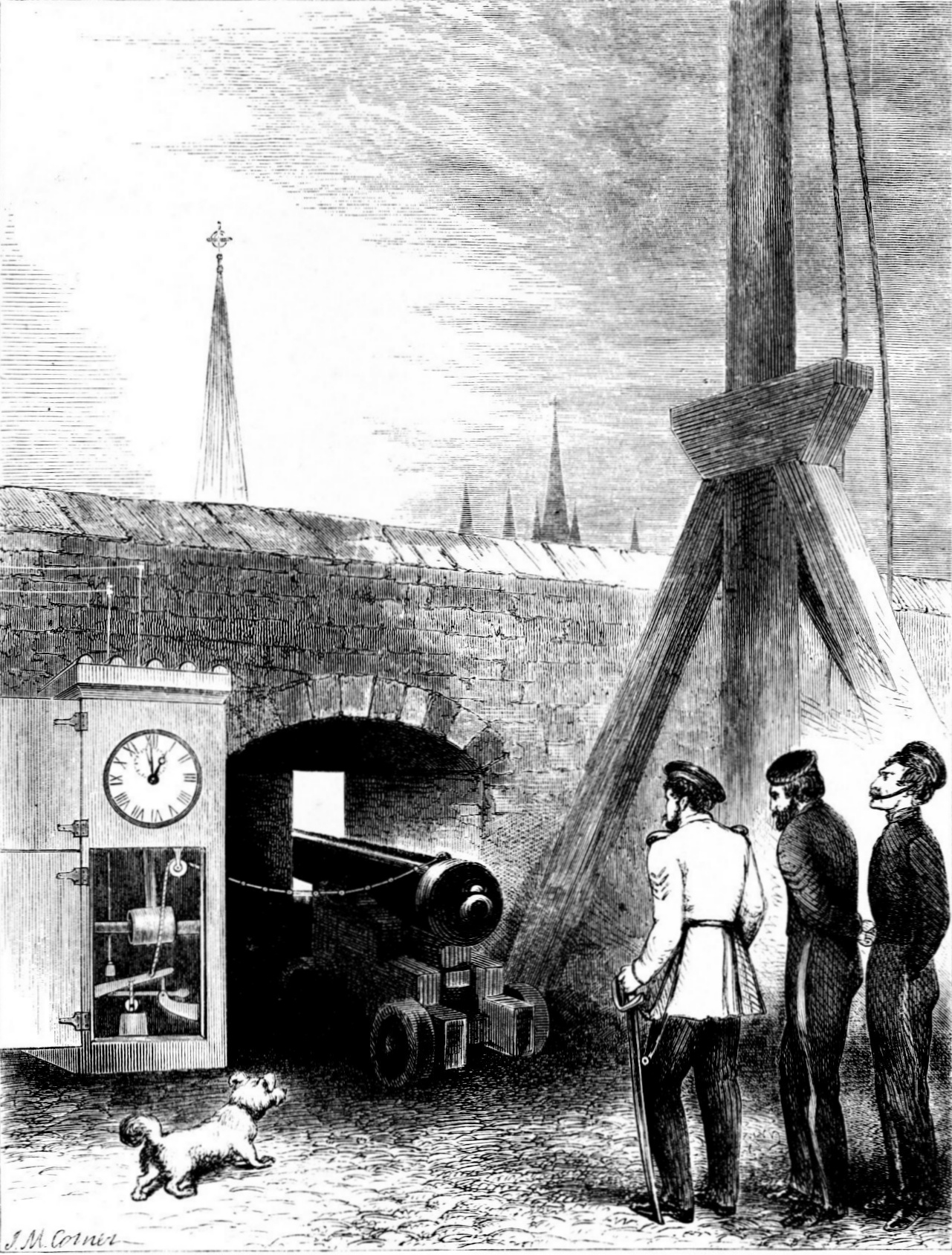
Die historische Kanone auf Edinburgh Castle (1861)

Die One O’Clock Gun (Englisch für ‚13-Uhr-Kanone‘) ist ein historisches Zeitsignal auf dem Edinburgh Castle und wird Montag bis Samstag um Punkt 13 Uhr Ortszeit abgefeuert. Eine weitere One O’Clock Gun ist in Birkenhead bekannt.

## Geschichte der One O’Clock Gun auf Edinburgh Castle
Der Ursprung dieser Tradition liegt in der Zeit der Seefahrer, als die Segelschiffe im Firth of Forth eine exakte Zeitvorgabe brauchten, um ihre Chronometer zu justieren, um so auf hoher See eine präzise Navigation über die Bestimmung der geographischen Länge zu ermöglichen.
Die Breite lässt sich recht einfach aus dem höchsten Sonnenstand (Mittagsbreite) oder aus der Höhe kulminierender Sterne bestimmen. Die Messung kann beispielsweise mit Hilfe eines Sextanten erfolgen.
Die Bestimmung der aktuellen geographischen Länge war dagegen über lange Zeit extrem schwierig. Dazu sind sehr genau gehende Uhren notwendig, die auch bei stärkstem Seegang und bei Feuchtigkeit und wechselndem Wetter verlässlich funktionieren. Die erste Uhr, die diese Voraussetzungen erfüllte, war 1762 fertiggestellt worden und brachte dem Erbauer ein hohes Preisgeld.
Bereits 1861 erfand der schottische Offizier Captain Wauchope den so genannten „Zeitball“ (time ball), der noch heute auf dem Nelson Monument auf dem Calton Hill zu sehen ist. Das Herunterfallen des Balles signalisierte den Seeleuten, dass es 13 Uhr sei. Jedoch musste genau zu diesem Zeitpunkt auch jemand zu dem Ball hinsehen, sonst war der Zeitpunkt verpasst. Deshalb wurde im selben Jahr auch der Kanonenschuss mit eingeführt, der ursprünglich von einer 18-Pfund Vorderladerkanone auf der Half Moon Battery abgefeuert wurde. Der Knall des Schusses kann bis zu 3,2 Kilometer weit gehört werden. Die Vorderladerkanone wurde 1953 durch einen modernen 25-Pfund Haubitze ersetzt und danach durch eine L118 Light Gun. Sie steht zurzeit auf der Mill’s Mount Battery im Norden des Schlosses und wird vom District Gunner des 105th Regiment Royal Artillery (Volunteers) abgeschossen.

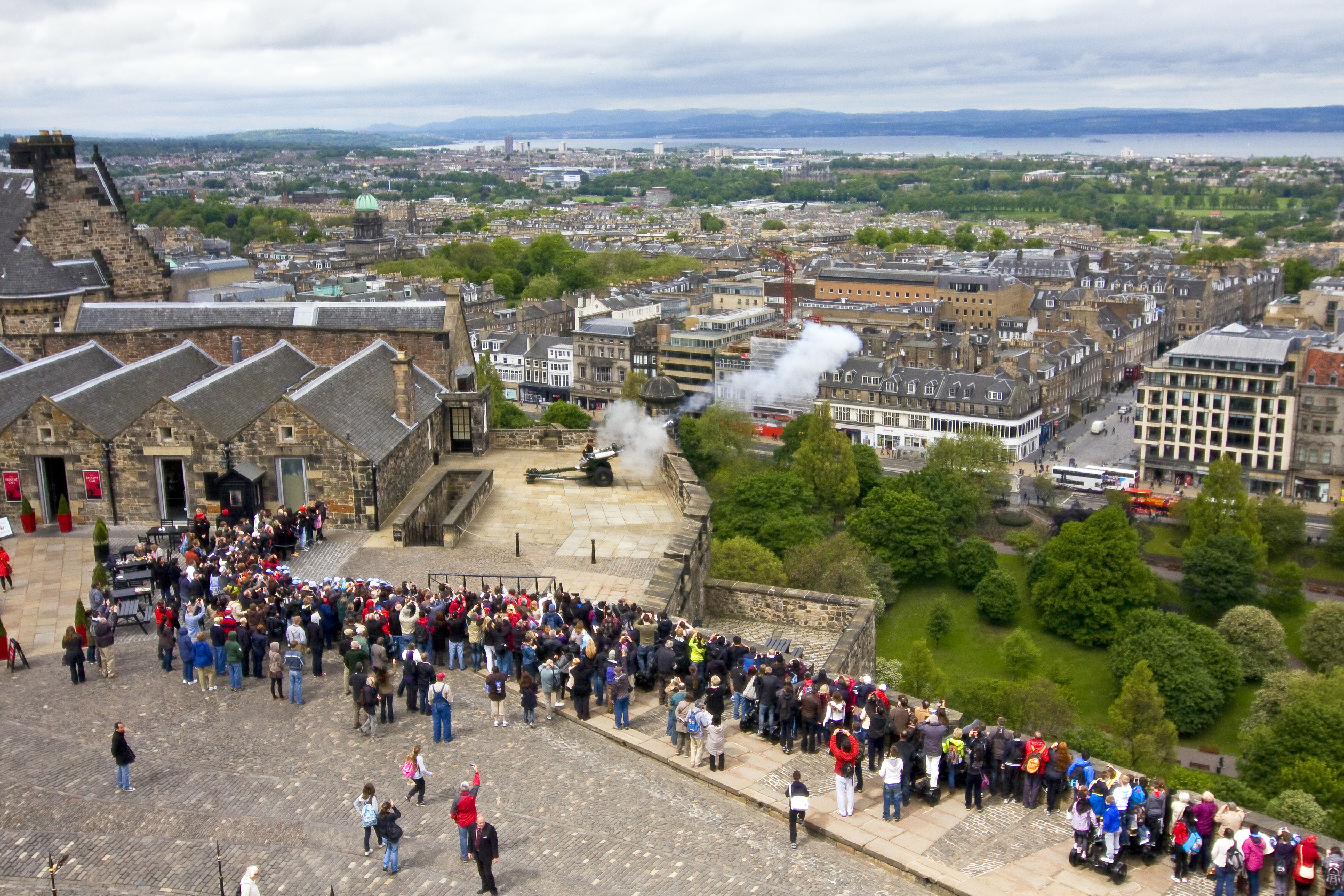
Das tägliche Abfeuern der Kanone ist eine Touristenattraktion

Obwohl die Kanone in der Zeit der Atomuhren und GNSS-Empfänger eigentlich nicht mehr benötigt wird, gilt das Abfeuern der Kanone als Touristenattraktion und wird deshalb fortgesetzt. Am längsten bedient wurde die Kanone vom District Gunner Staff Sergeant Thomas McKay (MBE, bekannt als Tam the Gun) von 1979 bis zu seinem Tod 2005. Er eröffnete im Schloss auch ein kleines Museum über die Kanone. Von 2005 bis 2012 erfüllte diese ehrenvolle Aufgabe Sergeant Jamie Shannon, bekannt als „Shannon the Cannon“. Seit 2012 wird die Stelle zum ersten Mal in ihrer Geschichte von einer Frau eingenommen. Die Kanone wird zusätzlich einmal an Neujahr zur Ankunft des neuen Jahres abgefeuert.

## Geschichte der One O’Clock Gun in Birkenhead

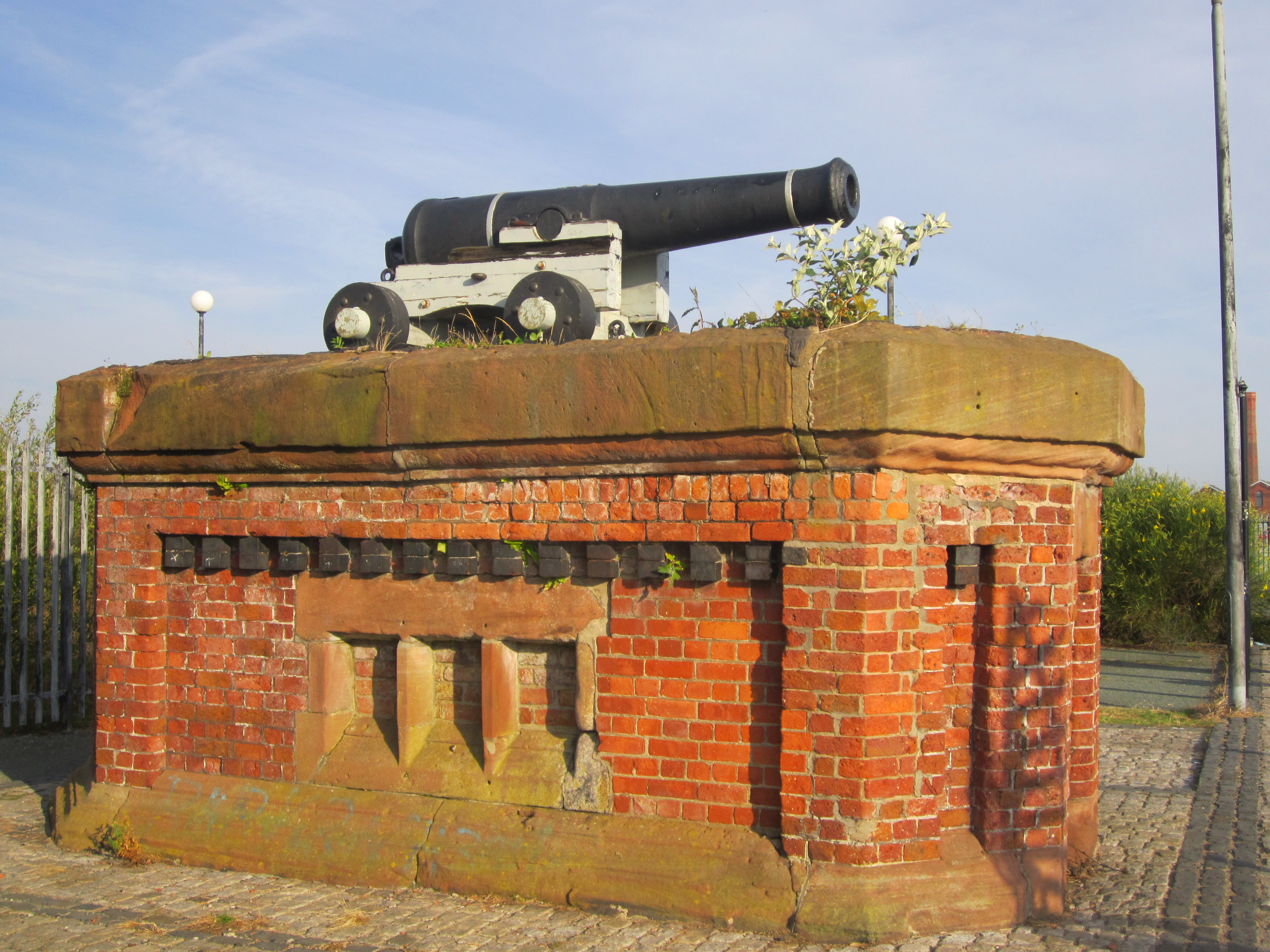
Die One O'Clock Gun von Birkenhead

Die von Birkenhead wurde am Morpeth Dock abgefeuert, um für die Schiffe ein Zeitsignal zu geben. Sie wurde bis 1969 betrieben und seit Oktober 2015 wird wieder eine Kanone in dieser Tradition abgefeuert.

## Problem Schalllaufzeit
Bei allen akustischen Markierungen besteht das Problem der Schalllaufzeit zwischen Signalquelle und Beobachter. Die Schallgeschwindigkeit in trockener Luft von 20 °C beträgt 343,2 m/s (1236 km/h). Damit wird bereits in einer Entfernung von ca. 340 m das Signal um eine Sekunde verzögert gehört. Bei einer Entfernung von ca. 1000 m (1 km) sind es schon etwa 3 Sekunden. Diese Verzögerung kann beim Stellen von Uhren für die Navigation durchaus von Bedeutung sein. In einer Sekunde wandert die Sonne {\displaystyle {\frac {360^{\circ }}{24h\cdot 60min\cdot 60s}}=0.00417^{\circ }} weiter, das entspricht am Äquator rund 463 m. Geht die Uhr also nur 3 Sekunden falsch, ist die berechnete Länge bereits um mehr als einen Kilometer daneben.  Die Verzögerung bei optischen Markierungen (Zeitball) ist im Gegensatz dazu vernachlässigbar.